# Carlos Cruz (músico)
Carlos Cruz é um pianista, maestro, compositor de música popular brasileira.